# P-700 Granit
P-700 Granit (NATO oznaka SS-N-19 Shipwreck) ime je za ruski protubrodski projektil. 

## Razvoj
Gotovo paralelno s početkom primjene protubrodskog raketnog krstarećeg sustava P-500 Bazalt, projektni biro OKB-52 počeo je radove na konstrukciji i ispitivanju novog sustava koji bi naslijedio P-500 ali koji bi bio moćniji od svog prethodnika.
Ako je sustav P-500 Bazalt predstavljao tajnu i iznenađenje, onda je sustav P-700 Granit (po NATO klasifikaciji SS-N-19 Shipwreck) bio zapravo najveća misterija, ali i noćna mora američke ratne mornarice. O projektilu i mogućnostima sustava nije se gotovo ništa znalo. U javnosti se nije pojavila niti jedna jedina slika rakete ili važnijih dijelova sustava. Nešto malo podataka i snimki prikupile su američke snage tijekom sovjetskih ispitnih lansiranja. No, to ni izdaleka nije bilo dovoljno da se stekne prava slika o izvanrednim mogućnostima tog sustava. Tek negdje početkom 2001. procurile su na Zapad cjelovite informacije koje su sastavile ukupnu sliku o ovom raketnom sustavu koji se proizvodi u ASCM i LACM inačici. 
Sovjetski inženjeri su početni projekt od kojeg su krenuli redizajnirali tako da je u konačnici raketa 3M-45 ima duljinu od 10,5 metara. Širina tijela rakete iznosi 0,9 metara, a raspon složivih krila iznosi 2,6 metara. Raketu je moguće lansirati s površinskih brodova i podmornica te bombardera Tu-22M. Podvodno lansiranje izvodi se s dubina od 30-50 metara, pri čemu brzina podmornice ne smije prijeći brzinu preko 3 čvora. Nakon izlaska na površinu i početnog ubrzavanja, otpadaju boosteri tipa RD-0231, a projektil dalje pokreće KR-93 mlazni motor.
Tehnički zahtjevi koji su postavljeni pred ovaj sustav bili su očito u jednom trenutku prevelik zalogaj za sovjetsku raketnu industriju, tako da su prvi letni testovi započeli tek 1975. Zbog nepredviđenih poteškoća, sustav nije bio spreman za uvođenje u operativnu uporabu sve do ožujka 1983. 

## Taktička uporaba
Uporaba ovog sustava temeljila se na istom konceptu kao i kod sustava P-500 Bazalt: na masovnom projektilskom napadu na američke taktičke grupe nosača zrakoplova. Postojala je samo jedna ali vrlo važna razlika: P-700 Granit je bio puno ubojitiji nego P-500 Bazalt. Sustav je koncipiran za ispaljivanje salve 12-24 projektila koje su izravno vođene pomoću zaštićenog data-linka prema svojim ciljevima preko satelitske mreže. Podmornice i površinski brodovi mogu dobiti koordinate ciljeva i preko sovjetske mreže visokofrekventnih (HF) radara instaliranih na tadašnjim obalama SSSR-a.

## Svojstva
Napadni algoritam na sustavu P-700 Granit ponešto je izmijenjen u odnosu na svog prethodnika. Jedan od projektila iskače na visinu do 7000 m i brzinom od oko 2,5 Macha kreće po koordinatama dobivenim preko data-linka. Za razliku od svog prethodnika, kod Shipwrecka se radarska glava za navođenje uključuje vrlo kratko i u nepravilnim razmacima tako da protivniku da što je moguće manje šansi za presretanje. Dobiveni podaci se analiziraju i uspoređuju u digitalnom procesoru koji ih šalje ostalim projektilma koji brzinom većom od 1,7 Macha na visinama 5-8 ili 15-30 (mogućnost izbora) lete dalje prema ciljevima. U slučaju obaranja ili kvara izvidničkog projektila, algoritmom unaprijed određen projektil preuzima vodstvo ostatka salve. Projektili sustava P-700 Granit opremljeni su sustavima za zavaravanje protivnika i uspješnu penetraciju kroz slojeve njegove obrane. U završnoj fazi napada svaki od projektila prelazi na poseban, unaprijed određen kurs i profil napada koji je za svaki krstareći projektil različit. Na taj se način napad može učiniti manje predvidljivim a bliska obrana CIWS sustavima gotovo nemoguća. 

### Navođenje
Navođenje raketnog sustava na ciljeve moguće je ostvariti satelitskim linkom, HF linkom, inercijalnim sustavom (s obnavljanjem podataka tijekom leta rakete), vlastitim radarskim pretraživačem, IC pretraživačem te anti-radarskim navođenjem. Vitalni dijelovi rakete su dodatno zaštićeni protiv djelovanja CIWS brodskih sustava.

### Bojna punjenja
Bojna glava može biti klasičnog tipa sa 750 kg visokorazornog eksploziva ili nuklearna snage 500 Kt. Prema zapadnim procjenama, domet unaprijeđenih inačica rakete 3M45 doseže od 550 do čak 625 km (337 Nm).
Protubrodski sustav P-700 Granit instaliran je na podmornice tipa Oscar-I i Oscar-II. Na oba tipa podmornica instalirano je po 24 lansera.

### Primjena
Zbog svojih velikih gabarita, sustav P-700 Granit je isto kao i njegov prethodnik P-500 Bazalt primjenjiv samo na velikim površinskim brodovima. Instaliran je na četiri nuklearna bojna krstaša klase Kirov (20 lansera) i na nosač zrakoplova Kuznjecov (12 lansera). Lanseri na brodovima postavljeni pod kutom od gotovo 47° prema uzdužnici broda. Lansirni sustav koristi se komprimiranim zrakom i izravno je prenesen s podmornica Oscar. 
Lansirni sustav projektiran je tako da može ispaljivati projektile pojedinačno ili u plotunu od 2, 4 ili 8 projektila i mogu biti simultano lansirani u bilo kojoj kombinaciji lansera i projektila na više ciljeva. Razorna uništenja (100 % uništenje brodske konstrukcije) klasična bojna glava izaziva u polumjeru od 25 m od mjesta udara.